# Georges Carnus
Georges Carnus (ur. 13 sierpnia 1942 w Gignac-la-Nerthe) – francuski piłkarz występujący na pozycji bramkarza.
Z AS Saint-Étienne trzykrotnie zdobywał Mistrzostwo Francji (1968, 1969 i 1970) i dwa razy Puchar tego kraju (1968, 1970). W 1972 sięgnął po Mistrzostwo i Puchar Francji z Olympique Marsylia. W latach 1963–1973 rozegrał 36 meczów w Reprezentacji Francji. Był rezerwowym na Mistrzostwach Świata 1966.